# André Trulsen
André Trulsen (* 28. Mai 1965 in Hamburg) ist ein ehemaliger deutscher Fußballspieler und heutiger -trainer.

## Spieler
Trulsen begann beim Hamburger Stadtteilverein SV Osdorfer Born mit dem Fußballspiel. Als Jugendlicher wechselte er zum Hamburg-Eimsbütteler Ballspiel-Club und überzeugte als beständiger Vorstopper und Leistungsträger in der höchsten Hamburger Jugend-Fußballklasse. Er lernte Industriekaufmann. Nach dem Zweitligaaufstieg 1986 verpflichtete der FC St. Pauli den zwischenzeitlich zum SV Lurup gewechselten Abwehrspieler, mit dem er zwei Jahre später in die Fußball-Bundesliga aufstieg. Als St. Pauli 1991 wieder aus der Bundesliga abstieg, ging Trulsen zum 1. FC Köln, wo er es jedoch nicht zum Stammspieler schaffte. Daher reamateurisierte er 1993 zum damaligen Hamburger Oberligaklub SV Lurup. Schon ein Jahr später kehrte er zum FC St. Pauli in die zweite Liga zurück. Mit den „Kiez-Kickern“ konnte er noch drei weitere Jahre (Saison 1995/96, 1996/97 und 2001/02) in der deutschen Eliteliga spielen. Seine 177 Bundesligaspiele bedeuten noch heute Vereinsrekord für St. Pauli. Nach dem dritten Abstieg aus der ersten Liga ging er 2002 zu Holstein Kiel in die Regionalliga. Zuvor wurde er aber noch von der Bild-Zeitung zu Hamburgs „Fußballer des Jahres 2001“ gewählt. Sein letztes Spiel für den FC St. Pauli war am 28. Mai 2005 gegen den KFC Uerdingen 05, begleitet von langanhaltenden „André-Trulsen-Fußballgott“ Sprechchören.
Nach seiner Profilaufbahn wurde er Spieler der Traditionsmannschaft des FC St. Pauli. Seit 2008 nimmt er außerdem regelmäßig am Benefizspiel Kicken mit Herz als Mitglied der Hamburg Allstars teil.

## Trainer
Zur Saison 2003/04 wurde Trulsen Co-Trainer der zweiten Mannschaft von Holstein Kiel. Ein Jahr später wurde er Co-Trainer von Andreas Bergmann beim FC St. Pauli in der Regionalliga-Nord. Nach Bergmanns Beurlaubung am 20. November 2006 wurde Trulsen Co-Trainer von Holger Stanislawski. Im Juli 2007 wurde Trulsen Cheftrainer des FC St. Pauli, da Stanislawski zu diesem Zeitpunkt noch keine Trainerlizenz besaß und die Deutsche Fußball Liga (DFL) ihm die weitere Arbeit als verantwortlicher Trainer untersagte.
In der Saison 2008/09 rückte er wieder auf den Co-Trainerposten neben Holger Stanislawski. Von Juli 2011 bis Februar 2012 war er in gleicher Position (weiterhin neben Stanislawski) bei der TSG 1899 Hoffenheim tätig. In der Saison 2012/13 stand er, wieder mit Stanislawski, als Co-Trainer beim 1. FC Köln unter Vertrag, wo er bereits als Spieler vor 20 Jahren aktiv war.
Zur Saison 2015/16 verpflichtete der VfB Stuttgart Trulsen als Assistenten des Cheftrainers Alexander Zorniger. Am 24. November 2015 wurde Zorniger vom VfB Stuttgart entlassen, im Zuge dessen wurde auch der Co-Trainer André Trulsen freigestellt.
Im August 2017 schloss sich Trulsen, ebenfalls als Co-Trainer, dem Trainerstab des Drittligisten Sportfreunde Lotte an, wo er Assistent des neuen Cheftrainers Marc Fascher wurde. Bereits am 31. Oktober 2017 wurden beide nach einer 0:2-Heimniederlage gegen die SG Sonnenhof Großaspach freigestellt.
Im Juni 2018 gab der FC St. Pauli bekannt, Trulsen zur Zweitligasaison 2018/19 erneut als Co-Trainer, diesmal neben Markus Gellhaus und Cheftrainer Markus Kauczinski, verpflichtet zu haben. Er unterzeichnete einen bis 2020 geltenden Vertrag. Er assistierte anschließend auch Jos Luhukay bis zu seinem Vertragsende im Juli 2020.
Ab Februar 2022 war Trulsen als Co-Trainer beim Regionalligisten Altona 93 tätig. Im Sommer 2023 wurde er Co-Trainer beim FC Teutonia 05 Ottensen (Regionalliga). Seine dortige Amtszeit endete im Sommer 2024. Im Januar 2025 kehrte Trulsen zu Altona 93 zurück, übernahm bei dem Oberligisten wieder die Aufgabe des Co-Trainers.

## Statistik

### Bundesligaspiele
- 177 für den FC St. Pauli
- 32 für den 1. FC Köln

### Bundesligatore
- 9 für den FC St. Pauli
- 2 für den 1. FC Köln

### Zweitligaspiele
- 178 für den FC St. Pauli

### Zweitligatore
- 19 für den FC St. Pauli

### Regionalligaspiele
- 23 Spiele für Holstein Kiel
- 1 Spiel für den FC St. Pauli

### Regionalligatore
- 1 Tor für Holstein Kiel

### Erfolge
- Aufstieg in die 1. Bundesliga: 1988, 1995, 2001
- Aufstieg als Co-Trainer in die 2. Bundesliga: 2007 (mit dem FC St. Pauli)
- Aufstieg als Co-Trainer in die 1. Bundesliga: 2010 (mit dem FC St. Pauli)